# Implicazione inversa
Nella logica e nella matematica, la inversione di un'affermazione categoriale o implicazionale è il risultato dell'inversione delle sue due affermazioni costituenti. Per l'implicazione P → Q, il contrario è Q → P. Per la proposizione categorica "Ogni S è P", il contrario è "Ogni P è S". In ogni caso, la verità del contrario è generalmente indipendente da quella dell'affermazione originale.

## Inversione implicita

Diagramma di Venn di
(l’area di colore bianco mostra dove la proposizione è falsa)

Sia S una proposizione della forma P implica Q (P → Q). Allora l'inverso di S è l'affermazione Q implica P (Q → P). In generale, la verità di S non dice nulla sulla verità del suo inverso, a meno che l'antecedente P e la conseguente Q non siano logicamente equivalenti.
Ad esempio, si consideri la vera affermazione "Se sono un umano, allora sono mortale". Il contrario di tale affermazione è "Se sono mortale, allora sono un umano", il che non è necessariamente vero.
Resta invece vero il contrario di un enunciato quando i termini si includono a vicenda, data la verità della proposizione originaria. Ciò equivale a dire che è vero il contrario di una definizione. Pertanto, l'affermazione "Se sono un triangolo, allora sono un poligono a tre lati" è logicamente equivalente a "Se sono un poligono a tre lati, allora sono un triangolo", perché la definizione di "triangolo" è "poligono a tre lati". I due termini intermedi "triangolo" e  "poligono a tre lati" si appartengono reciprocamente e sono quindi tra loto equivalenti.
Una tavola di verità chiarisce che S e il contrario di S non sono logicamente equivalenti, a meno che entrambi i termini non si implichino a vicenda:
| {\displaystyle P} | {\displaystyle Q} | {\displaystyle P\rightarrow Q} | {\displaystyle P\leftarrow Q} (inversione) |
| Vero              | Vero              | Vero                           | Vero                                       |
| Vero              | Falso             | Falso                          | Vero                                       |
| Falso             | Vero              | Vero                           | Falso                                      |
| Falso             | Falso             | Vero                           | Vero                                       |

L'errore di affermare il conseguente consiste nel passare da un enunciato al suo contrario. Tuttavia, se l'affermazione S e il suo inverso sono equivalenti (cioè, P è vero se e solo se anche Q è vero), allora sarà valido affermare anche il conseguente.
L'implicazione inversa è logicamente equivalente alla disgiunzione di {\displaystyle P} e {\displaystyle \neg Q}:
| {\displaystyle P\leftarrow Q} | {\displaystyle \Leftrightarrow } | {\displaystyle P} | {\displaystyle \lor } | {\displaystyle \neg Q} |
|                               | {\displaystyle \Leftrightarrow } |                   | {\displaystyle \lor } |                        |

Nel linguaggio naturale, questo potrebbe essere reso "non Q senza P ".

## Inversione di un teorema
In matematica, l'inverso di un teorema della forma P → Q sarà Q → P. Il contrario può o non può essere vero, e anche qualora sia vero, la dimostrazione può risultare difficile. Ad esempio, il teorema dei quattro vertici è stato dimostrato nel 1912, ma il suo contrario è stato dimostrato solo nel 1997.
In pratica, quando si determina il contrario di un teorema matematico, gli aspetti dell'antecedente possono essere assunti per stabilire il contesto: il contrario di "Dato P, se Q allora R "sarà "Dato P, se R allora Q". Ad esempio, il teorema di Pitagora può essere affermato come:
Dato un triangolo con i lati a e b, e lunghezza c, se l'angolo opposto al lato della lunghezza c è un angolo retto, allora {\displaystyle a^{2}+b^{2}=c^{2}}.
Il contrario, che appare anche negli Elementi di Euclide (Libro I, proposizione 48), può essere affermato come:
Dato un triangolo con i lati di lunghezza a e b e base di lunghezza c, se {\displaystyle a^{2}+b^{2}=c^{2}}, allora l'angolo opposto al lato della lunghezza c è un angolo retto.

### Inversione di una relazione

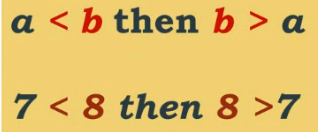
Inversione di una semplice relazione matematica

Se {\displaystyle R} è una relazione binaria con {\displaystyle R\subseteq A\times B}, allora la relazione inversa {\displaystyle R^{T}=\{(b,a):(a,b)\in R} è detta trasposta.

## Notazione
La inversione di un’implicazione P → Q può essere scritta {\displaystyle P\leftarrow Q}, ma può anche esser denotata come {\displaystyle P\subset Q}, oppure "Bpq" (nella notazione di Józef Maria Bocheński).

## Inversione di una proposizione categorica
Nella logica tradizionale, si dice inversione il processo che porta a sostituire il termine soggetto con il termine predicato.  Ad esempio, "Nessun S è P" si inverte in "Nessun P è S".  Nelle parole di Asa Mahan:
L'"exposita" è più comunemente chiamata invertenda (lett. proposizione che deve essere invertita). Nella sua forma semplice, la inversione vale solo per le proposizioni di tipo E ed I:
| Tipo | Invertenda         | Inversione semplice | Inversione per accidens (valida se P esiste) |
| ---- | ------------------ | ------------------- | -------------------------------------------- |
| A    | Ogni S è P         | non valida          | Qualche P è S                                |
| E    | Nessun S è P       | Nessun P è S        | Qualche P è non-S                            |
| I    | Qualche S è P      | Qualche P è S       | –                                            |
| O    | Qualche S è non- P | non valida          | –                                            |

La validità della semplice inversione solo per le proposizioni E e I può essere espressa dalla restrizione che "Nessun termine deve essere distribuito nell'inversa che non sia già distribuito nella invertenda". Per le proposizioni di tipo E sia il soggetto che l predicato sono distribuiti, mentre nelle proposizioni di tipo I non lo sono né il soggetto né il predicato.
Per le proposizioni di tipo A, il soggetto è distribuito mentre il predicato non lo è, e quindi l'inferenza da un'affermazione A al suo contrario non è valida. Ad esempio, per la proposizione A "Tutti i gatti sono mammiferi", il contrario "Tutti i mammiferi sono gatti" è ovviamente falso. Tuttavia, l'affermazione più debole "Alcuni mammiferi sono gatti" è vera. I logici definiscono inversione per accidens il processo di produzione di questa affermazione più debole. L'inferenza da un'affermazione al suo inverso per accidens è generalmente valida. Tuttavia, come per i sillogismi, questo passaggio dall'universale al particolare causa problemi con le categorie vuote: "Tutti gli unicorni sono mammiferi" è spesso considerato vero, mentre l'inversione per accidens "Alcuni mammiferi sono unicorni" è chiaramente falsa.
Nel calcolo dei predicati del primo ordine, la proposizione "Ogni S è P" può essere rappresentata come {\displaystyle \forall x.S(x)\to P(x)}. È quindi chiaro che l'inverso categoriale è strettamente correlato all'inverso implicazionale e che S e P non sono intercambiabili nella proposizione "Ogni S è P".